# King Records (США)
King Records — американський лейбл звукозапису, заснований 1943 року.

## Історія компанії
Засновником компанії став американський музичний підприємець з Цинциннаті Сід Нейтан. В тридцяті роки він відкрив власний магазин по продажу радіоприймачів, а продавати музичні записи почав випадково: йому віддали борг платівками для музичних автоматів й він розповсюджував їх за низькими цінами. Врешті решт Нейтан зацікавився цим бізнесом, почав продавати записи цілеспрямовано, а познайомившись із місцевими музикантами, 1943 року вирішив заснувати власний лейбл звукозапису King Records.
Сід Нейтан відкрив власне виробництво, де випускав вінілові платівки, а також друкував обкладинки до них. Першими артистами, чиї записи виходили на King Records, були  кантрі-гурти The Carlisle Brothers (брати Білл та Кліфф Карлайли) та The Delmore Brothers. Нейтан також створив та викупив декілька лейблів, серед яких Queen, Deluxe, Federal і Bethlehem, на яких випускав музику у жанрах ритм-енд-блюз, соул, джаз та госпел.
Протягом 1950-х років на King Records виходило багато записів чорношкірих виконавців, таких як Рой Браун, Джек Дюпрі, Отіс Вільямс, Джеймс Браун та Джонні Вотсон. Джеймс Браун залишався головною зіркою King Records і протягом 1960-х років, попри складні відносини із керівником лейблу, який хоча і забезпечував фінансову стабільність підопічних, але час від часу втручався в їхній творчий процес.
1968 року Сід Нейтан вмер і у компанії почали стрімко змінюватися власники. Того ж 1968 року її було продано Starday Records, а ті майже одразу перепродали King Records компанії Lin Broadcasting за Нашвілла. 1971 року каталог записів Джеймса Брауна викупив лейбл Polydor Records, а King Records було продано продюсерській компанії Джеррі Лейбера і Майка Столлера. Нарешті, 1975 року каталог записів King Records було продано компанії GML Inc., яка володіла лейблом Gusto Records, і саме на ньому протягом 1980-х років вийшла більшість архівних записів King Records.